# Sakīneh-ye Do
Sakīneh-ye Do är en ort i Iran.   Den ligger i provinsen Khuzestan, i den västra delen av landet, 600 km sydväst om huvudstaden Teheran. Sakīneh-ye Do ligger 23 meter över havet och antalet invånare är 424.
Terrängen runt Sakīneh-ye Do är mycket platt. Runt Sakīneh-ye Do är det ganska tätbefolkat, med 144 invånare per kvadratkilometer. Närmaste större samhälle är Jongīyeh, 12,8 km öster om Sakīneh-ye Do. Omgivningarna runt Sakīneh-ye Do är i huvudsak ett öppet busklandskap.